# Torneo Anual 2016 (Catamarca)
El Torneo Anual de la Liga Catamarqueña de Fútbol 2016, denominado Torneo Anual "Copa Centenario de la Liga Catamarqueña de Fútbol, este torneo tuvo 2 plazas directas al próximo Torneo Federal C.

## Formato

### Competición
- El torneo se jugará con el sistema de Todos Contra Todos.
- El equipo que se consagre campeón, clasificará directamente al Federal C
- Los equipos que se ubiquen desde el 2° al 5° puesto en la Tabla de Posiciones jugarán un cuadrangular, llamado Petit Torneo.
- El ganador del Petit Torneo jugará una final contra Independiente, por ser el campeón del Torneo Apertura, para determinar la segunda llave al Federal C.

### Ascensos y descensos
En la Liga Catamarqueña no hay ascensos ni descensos.

## Equipos
| Equipo                                              | Barrio                    |
| --------------------------------------------------- | ------------------------- |
| Club Deportivo Américo Tesorieri                    | B° Marco Avellaneda       |
| Club Deportivo Chacarita                            | B° La Chacarita           |
| Club Atlético Defensores del Norte                  | B° Piloto                 |
| Club Atlético Estudiantes de La Tablada             | B° La Tablada             |
| Club Sportivo Ferrocarriles del Estado de Chumbicha | B° Centro (Chumbicha)     |
| Club Atlético Independiente                         | B° Centro (Capital)       |
| Asociación Juventud Unida de Santa Rosa             | B° 250 V.V.               |
| Club Social y Deportivo Parque Daza                 | B° Villa Parque Chacabuco |
| Club Atlético Policial                              | B° La Tablada             |
| Club Atlético Rivadavia                             | Ciudad de Huillapima      |
| Club Deportivo Salta Central                        | B° Fariñango              |
| Club Atlético San Lorenzo de Alem                   | B° Los Ejidos             |
| Club Atlético Sarmiento                             | B° Las Margaritas         |
| Club Atlético Vélez Sarsfield                       | B° Centro (Capital)       |
| Club Sportivo Villa Cubas                           | B° Villa Cubas            |

## Torneo Anual 2016

### Tabla de posiciones
| Pos. | Equipo                       | Pts. | PJ | PG | PE | PP | GF | GC | Dif. |
| ---- | ---------------------------- | ---- | -- | -- | -- | -- | -- | -- | ---- |
| 01.º | Américo Tesorieri (C)        | 40   | 14 | 13 | 1  | 0  | 56 | 11 | 45   |
| 02.º | Defensores del Norte         | 31   | 14 | 9  | 4  | 1  | 32 | 18 | 14   |
| 03.º | San Lorenzo de Alem          | 30   | 14 | 10 | 0  | 4  | 30 | 22 | 8    |
| 04.º | Ferrocarriles (Chumbicha)    | 26   | 14 | 8  | 2  | 4  | 30 | 18 | 12   |
| 05.º | Juventud Unida de Santa Rosa | 24   | 14 | 8  | 0  | 6  | 20 | 20 | 0    |
| 06.º | Independiente                | 23   | 14 | 7  | 2  | 5  | 36 | 18 | 18   |
| 07.º | Salta Central                | 21   | 14 | 7  | 0  | 7  | 31 | 26 | 5    |
| 08.º | Villa Cubas                  | 20   | 14 | 6  | 2  | 6  | 20 | 23 | −3   |
| 09.º | Vélez Sarsfield              | 20   | 14 | 6  | 2  | 6  | 25 | 34 | −9   |
| 10.º | Policial                     | 19   | 14 | 6  | 1  | 7  | 24 | 36 | −12  |
| 11.º | Estudiantes de La Tablada    | 17   | 14 | 4  | 5  | 5  | 23 | 27 | −4   |
| 12.º | Sarmiento                    | 11   | 14 | 3  | 2  | 9  | 17 | 39 | −22  |
| 13.º | Rivadavia (Huillapima)       | 9    | 14 | 2  | 3  | 9  | 9  | 24 | −15  |
| 14.º | Parque Daza                  | 5    | 14 | 1  | 2  | 11 | 13 | 31 | −18  |
| 15.º | Chacarita                    | 5    | 14 | 1  | 2  | 11 | 9  | 28 | −19  |

|  | Se consagró campeón y clasificó al Torneo Federal C 2017 |

#### Resultados
| Parque Daza                   | 1 - 3 | Vélez Sarsfield     | Malvinas Argentinas        | 12 de agosto | 14:00 |
| Villa Cubas                   | 1 - 0 | Juventud Unida      | Malvinas Argentinas        | 12 de agosto | 16:00 |
| Sarmiento                     | 2 - 0 | Chacarita           | Malvinas Argentinas        | 13 de agosto | 14:00 |
| Ferrocarriles                 | 1 - 2 | Américo Tesorieri   | Polideportivo de Chumbicha | 13 de agosto | 15:00 |
| Defensores del Norte          | 2 - 1 | Salta Central       | Malvinas Argentinas        | 13 de agosto | 16:00 |
| Independiente                 | 0 - 1 | San Lorenzo de Alem | Malvinas Argentinas        | 15 de agosto | 14:00 |
| Estudiantes de La Tablada     | 1 - 2 | Policial            | Malvinas Argentinas        | 15 de agosto | 16:00 |
| Libre: Rivadavia (Huillapima) |       |                     |                            |              |       |

| San Lorenzo de Alem              | 4 - 1 | Sarmiento                 | Malvinas Argentinas | 18 de agosto | 14:15 |
| Policial                         | 0 - 1 | Defensores del Norte      | Malvinas Argentinas | 18 de agosto | 16:15 |
| Vélez Sarsfield                  | 2 - 1 | Rivadavia (H)             | Malvinas Argentinas | 19 de agosto | 14:15 |
| Américo Tesorieri                | 3 - 0 | Estudiantes de La Tablada | Malvinas Argentinas | 19 de agosto | 16:15 |
| Chacarita                        | 1 - 3 | Villa Cubas               | Malvinas Argentinas | 21 de agosto | 13.00 |
| Salta Central                    | 0 - 2 | Independiente             | Malvinas Argentinas | 21 de agosto | 15:00 |
| Juventud Unida                   | 3 - 2 | Parque Daza               | Malvinas Argentinas | 21 de agosto | 17:00 |
| Libre: Ferrocarriles (Chumbicha) |       |                           |                     |              |       |

| Estudiantes de La Tablada | 2 - 2 | Ferrocarriles       | Malvinas Argentinas | 26 de agosto | 14:15 |
| Independiente             | 9 - 1 | Policial            | Malvinas Argentinas | 26 de agosto | 16:15 |
| Sarmiento                 | 2 - 4 | Salta Central       | Malvinas Argentinas | 27 de agosto | 14:15 |
| Defensores del Norte      | 1 - 1 | Américo Tesorieri   | Malvinas Argentinas | 27 de agosto | 16:15 |
| Parque Daza               | 0 - 0 | Chacarita           | Malvinas Argentinas | 28 de agosto | 14:15 |
| Rivadavia                 | 1 - 3 | Juventud Unida      | Malvinas Argentinas | 28 de agosto | 16:15 |
| Villa Cubas               | 1 - 2 | San Lorenzo de Alem | Malvinas Argentinas | 4 de octubre | 16:30 |
| Libre: Vélez Sarsfield    |       |                     |                     |              |       |

| Chacarita                        | 1 - 0 | Rivadavia (H)        | Malvinas Argentinas        | 1 de septiembre | 14:30 |
| Salta Central                    | 2 - 3 | Villa Cubas          | Malvinas Argentinas        | 1 de septiembre | 16:30 |
| Juventud Unida                   | 1 - 0 | Vélez Sarsfield      | Malvinas Argentinas        | 2 de septiembre | 14:30 |
| Américo Tesorieri                | 4 - 0 | Independiente        | Malvinas Argentinas        | 2 de septiembre | 16:30 |
| Ferrocarriles                    | 0 - 2 | Defensores del Norte | Polideportivo de Chumbicha | 3 de septiembre | 15:45 |
| Policial                         | 5 - 0 | Sarmiento            | Malvinas Argentinas        | 5 de septiembre | 14:30 |
| San Lorenzo de Alem              | 3 - 1 | Parque Daza          | Malvinas Argentinas        | 5 de septiembre | 16:30 |
| Libre: Estudiantes de La Tablada |       |                      |                            |                 |       |

| Vélez Sarsfield       | 2 - 1 | Chacarita                 | Malvinas Argentinas | 8 de septiembre  | 14:30 |
| Independiente         | 6 - 1 | Ferrocarriles             | Malvinas Argentinas | 8 de septiembre  | 16:30 |
| Rivadavia (H)         | 1 - 3 | San Lorenzo de Alem       | Malvinas Argentinas | 9 de septiembre  | 14:30 |
| Defensores del Norte  | 2 - 2 | Estudiantes de La Tablada | Malvinas Argentinas | 9 de septiembre  | 16:30 |
| Parque Daza           | 3 - 5 | Salta Central             | Malvinas Argentinas | 10 de septiembre | 14:30 |
| Sarmiento             | 2 - 8 | Américo Tesorieri         | Malvinas Argentinas | 10 de septiembre | 16:30 |
| Villa Cubas           | 2 - 2 | Policial                  | Malvinas Argentinas | 16 de noviembre  | 17:30 |
| Libre: Juventud Unida |       |                           |                     |                  |       |

| Ferrocarriles               | 2 - 0 | Sarmiento       | Polideportivo de Chumbicha | 17 de septiembre | 15:00 |
| Chacarita                   | 0 - 1 | Juventud Unida  | Malvinas Argentinas        | 22 de septiembre | 14:30 |
| Américo Tesorieri           | 2 - 0 | Villa Cubas     | Malvinas Argentinas        | 22 de septiembre | 16:30 |
| San Lorenzo de Alem         | 4 - 2 | Vélez Sarsfield | Malvinas Argentinas        | 23 de septiembre | 14:30 |
| Estudiantes de La Tablada   | 1 - 1 | Independiente   | Malvinas Argentinas        | 23 de septiembre | 16:30 |
| Salta Central               | 0 - 1 | Rivadavia       | Malvinas Argentinas        | 25 de septiembre | 14:30 |
| Policial                    | 3 - 1 | Parque Daza     | Malvinas Argentinas        | 25 de septiembre | 16:30 |
| Libre: Defensores del Norte |       |                 |                            |                  |       |

| Parque Daza      | 0 - 2 | Américo Tesorieri         | Malvinas Argentinas | 29 de septiembre | 14:30 |
| Juventud Unida   | 1 - 2 | San Lorenzo de Alem       | Malvinas Argentinas | 29 de septiembre | 16:30 |
| Villa Cubas      | 0 - 2 | Ferrocarriles             | Malvinas Argentinas | 30 de septiembre | 14:30 |
| Rivadavia (H)    | 1 - 0 | Policial                  | Malvinas Argentinas | 30 de septiembre | 16:30 |
| Sarmiento        | 1 - 2 | Estudiantes de La Tablada | Malvinas Argentinas | 1 de octubre     | 14:30 |
| Independiente    | 5 - 2 | Defensores del Norte      | Malvinas Argentinas | 1 de octubre     | 16:30 |
| Vélez Sarsfield  | 0 - 3 | Salta Central             | Malvinas Argentinas | 4 de octubre     | 14:30 |
| Libre: Chacarita |       |                           |                     |                  |       |

| Defensores del Norte      | 1 - 1 | Sarmiento       | Malvinas Argentinas        | 6 de octubre  | 14:45 |
| Américo Tesorieri         | 4 - 0 | Rivadavia (H)   | Malvinas Argentinas        | 6 de octubre  | 16:45 |
| Salta Central             | 4 - 1 | Juventud Unida  | Malvinas Argentinas        | 7 de octubre  | 14:45 |
| Estudiantes de La Tablada | 1 - 1 | Villa Cubas     | Malvinas Argentinas        | 7 de octubre  | 16:45 |
| Ferrocarriles             | 3 - 0 | Parque Daza     | Polideportivo de Chumbicha | 8 de octubre  | 16:00 |
| San Lorenzo de Alem       | 2 - 0 | Chacarita       | Malvinas Argentinas        | 10 de octubre | 14:45 |
| Policial                  | 4 - 1 | Vélez Sarsfield | Malvinas Argentinas        | 10 de octubre | 16:45 |
| Libre: Independiente      |       |                 |                            |               |       |

| Juventud Unida             | 2 - 0 | Policial                  | Malvinas Argentinas        | 13 de octubre | 15:00 |
| Vélez Sarsfield            | 2 - 8 | Américo Tesorieri         | Malvinas Argentinas        | 13 de octubre | 17:00 |
| Rivadavia (H)              | 1 - 2 | Ferrocarriles             | Polideportivo de Chumbicha | 15 de octubre | 16:00 |
| Chacarita                  | 0 - 3 | Salta Central             | Malvinas Argentinas        | 17 de octubre | 15:00 |
| Villa Cubas                | 1 - 3 | Defensores del Norte      | Malvinas Argentinas        | 17 de octubre | 17:00 |
| Parque Daza                | 2 - 4 | Estudiantes de La Tablada | Malvinas Argentinas        | 18 de octubre | 15:00 |
| Sarmiento                  | 2 - 1 | Independiente             | Malvinas Argentinas        | 18 de octubre | 17:00 |
| Libre: San Lorenzo de Alem |       |                           |                            |               |       |

| Salta Central             | 2 - 1 | San Lorenzo de Alem | Malvinas Argentinas        | 20 de octubre | 15:00 |
| Américo Tesorieri         | 5 - 1 | Juventud Unida      | Malvinas Argentinas        | 20 de octubre | 17:00 |
| Defensores del Norte      | 2 - 1 | Parque Daza         | Malvinas Argentinas        | 21 de octubre | 15:00 |
| Estudiantes de La Tablada | 2 - 1 | Rivadavia (H)       | Malvinas Argentinas        | 21 de octubre | 17:00 |
| Ferrocarriles             | 1 - 1 | Vélez Sarsfield     | Polideportivo de Chumbicha | 22 de octubre | 16:00 |
| Independiente             | 5 - 0 | Villa Cubas         | Malvinas Argentinas        | 25 de octubre | 15:00 |
| Policial                  | 1 - 0 | Chacarita           | Malvinas Argentinas        | 25 de octubre | 17:00 |
| Libre: Sarmiento          |       |                     |                            |               |       |

| Parque Daza          | 1 - 0 | Independiente             | Malvinas Argentinas | 29 de octubre | 13:00 |
| Juventud Unida       | 2 - 0 | Ferrocarriles             | Malvinas Argentinas | 29 de octubre | 15:00 |
| Chacarita            | 1 - 3 | Américo Tesorieri         | Malvinas Argentinas | 29 de octubre | 17:00 |
| Rivadavia (H)        | 1 - 3 | Defensores del Norte      | Malvinas Argentinas | 30 de octubre | 15:00 |
| Villa Cubas          | 4 - 1 | Sarmiento                 | Malvinas Argentinas | 30 de octubre | 17:00 |
| Vélez Sarsfield      | 2 - 1 | Estudiantes de La Tablada | Malvinas Argentinas | 31 de octubre | 15:00 |
| San Lorenzo de Alem  | 2 - 1 | Policial                  | Malvinas Argentinas | 31 de octubre | 17:00 |
| Libre: Salta Central |       |                           |                     |               |       |

| Sarmiento                 | 2 - 1 | Parque Daza         | Malvinas Argentinas        | 4 de noviembre | 15:00 |
| Defensores del Norte      | 3 - 3 | Vélez Sarsfield     | Malvinas Argentinas        | 4 de noviembre | 16:00 |
| Estudiantes de La Tablada | 1 - 0 | Juventud Unida      | Malvinas Argentinas        | 5 de noviembre | 15:00 |
| Ferrocarriles             | 3 - 0 | Chacarita           | Polideportivo de Chumbicha | 5 de noviembre | 16:00 |
| Independiente             | 0 - 0 | Rivadavia (H)       | Malvinas Argentinas        | 5 de noviembre | 17:00 |
| Policial                  | 3 - 2 | Salta Central       | Malvinas Argentinas        | 7 de noviembre | 15:15 |
| Américo Tesorieri         | 4 - 1 | San Lorenzo de Alem | Malvinas Argentinas        | 7 de noviembre | 17:15 |
| Libre: Villa Cubas        |       |                     |                            |                |       |

| Vélez Sarsfield     | 2 - 4 | Independiente             | Malvinas Argentinas | 10 de noviembre | 15:30 |
| Chacarita           | 2 - 2 | Estudiantes de La Tablada | Malvinas Argentinas | 10 de noviembre | 17:30 |
| San Lorenzo de Alem | 1 - 3 | Ferrocarriles             | Malvinas Argentinas | 11 de noviembre | 15:30 |
| Salta Central       | 0 - 4 | Américo Tesorieri         | Malvinas Argentinas | 11 de noviembre | 17:30 |
| Parque Daza         | 0 - 1 | Villa Cubas               | Malvinas Argentinas | 13 de noviembre | 15:30 |
| Juventud Unida      | 1 - 4 | Defensores del Norte      | Malvinas Argentinas | 13 de noviembre | 17:30 |
| Rivadavia (H)       | 1 - 1 | Sarmiento                 | Malvinas Argentinas | 16 de noviembre | 15:30 |
| Libre: Policial     |       |                           |                     |                 |       |

| Sarmiento                 | 2 - 3 | Vélez Sarsfield     | Malvinas Argentinas        | 19 de noviembre | 15:30 |
| Ferrocarriles             | 2 - 1 | Salta Central       | Polideportivo de Chumbicha | 19 de noviembre | 16:00 |
| Defensores del Norte      | 3 - 1 | Chacarita           | Malvinas Argentinas        | 19 de noviembre | 17:30 |
| Independiente             | 0 - 1 | Juventud Unida      | Malvinas Argentinas        | 20 de noviembre | 15:30 |
| Villa Cubas               | 3 - 0 | Rivadavia (H)       | Malvinas Argentinas        | 20 de noviembre | 17:30 |
| Estudiantes de La Tablada | 2 - 4 | San Lorenzo de Alem | Malvinas Argentinas        | 21 de noviembre | 15:30 |
| Américo Tesorieri         | 6 - 2 | Policial            | Malvinas Argentinas        | 21 de noviembre | 17:30 |
| Libre: Parque Daza        |       |                     |                            |                 |       |

| Rivadavia (H)            | 0 - 0 | Parque Daza               | Malvinas Argentinas | 25 de noviembre | 15:30 |
| Vélez Sarsfield          | 2 - 0 | Villa Cubas               | Malvinas Argentinas | 25 de noviembre | 17:30 |
| Juventud Unida           | 3 - 0 | Sarmiento                 | Malvinas Argentinas | 26 de noviembre | 13:30 |
| Policial                 | 0 - 8 | Ferrocarriles             | Malvinas Argentinas | 26 de noviembre | 15:30 |
| Salta Central            | 4 - 2 | Estudiantes de La Tablada | Malvinas Argentinas | 26 de noviembre | 17:30 |
| Chacarita                | 2 - 3 | Independiente             | Malvinas Argentinas | 27 de noviembre | 15:30 |
| San Lorenzo de Alem      | 0 - 3 | Defensores del Norte      | Malvinas Argentinas | 27 de noviembre | 17:30 |
| Libre: Américo Tesorieri |       |                           |                     |                 |       |

| 1. 2. |

|                                             |
| Club Deportivo Américo Tesorieri 16° título |
| Campeón Torneo Anual 2016                   |

## Tabla Conjunta 2016
| Pos. | Equipo                    | Pts. | PJ | PG | PE | PP | GF | GC | Dif. |
| ---- | ------------------------- | ---- | -- | -- | -- | -- | -- | -- | ---- |
| 01.º | Américo Tesorieri         | 53   | 21 | 17 | 2  | 2  | 73 | 24 | 49   |
| 02.º | Defensores del Norte      | 47   | 21 | 14 | 5  | 2  | 52 | 27 | 25   |
| 03.º | Independiente (**)        | 39   | 21 | 12 | 3  | 6  | 55 | 24 | 31   |
| 04.º | San Lorenzo de Alem (*)   | 38   | 20 | 12 | 2  | 6  | 38 | 30 | 8    |
| 05.º | Ferrocarriles (Chumbicha) | 37   | 20 | 11 | 4  | 5  | 44 | 25 | 19   |
| 06.º | Estudiantes de La Tablada | 30   | 20 | 8  | 6  | 6  | 35 | 34 | 1    |
| 07.º | Villa Cubas (***)         | 30   | 21 | 9  | 3  | 9  | 31 | 32 | −1   |
| 08.º | Sarmiento                 | 29   | 20 | 9  | 2  | 9  | 32 | 42 | −10  |
| 09.º | Vélez Sarsfield           | 29   | 21 | 9  | 2  | 10 | 34 | 47 | −13  |
| 10.º | Salta Central             | 28   | 20 | 9  | 1  | 10 | 40 | 39 | 1    |
| 11.º | Juventud Unida            | 24   | 20 | 8  | 0  | 12 | 23 | 32 | −9   |
| 12.º | Policial (***)            | 23   | 21 | 7  | 2  | 12 | 35 | 60 | −25  |
| 13.º | Rivadavia (Huillapima)    | 13   | 21 | 3  | 4  | 14 | 15 | 41 | −26  |
| 14.º | Parque Daza               | 12   | 21 | 2  | 6  | 13 | 22 | 41 | −19  |
| 15.º | Chacarita                 | 8    | 20 | 2  | 2  | 16 | 15 | 44 | −29  |

|  | Está clasificado al Federal C 2017                                                                  |
|  | Los equipos que ocupen esta posición clasificarán al Petit Torneo                                   |
|  | Disputará un partido contra el ganador del Petit Torneo, por haber sido campeón del Torneo Apertura |

(*) Excluido del Petit Torneo, por encontrarse jugando el Torneo Federal A 2016-17.

(**) Excluido del Petit Torneo, por haberse coronado campeón del Torneo Apertura 2016.

(***) Excluidos del Petit Torneo, por encontrarse jugando el Torneo Federal B 2016.

## Clasificación al Torneo Federal C 2017
| 14 de diciembre, 21:00 | Independiente   | 1 - 0   | Defensores del Norte | Malvinas Argentinas, San Fernando del Valle de Catamarca |                              |
|                        | Néstor Ríos 24' | Reporte |                      | Árbitro(s): Claudio Orellana                             | Árbitro(s): Claudio Orellana |

## Goleadores
| Jugador                    | Equipo                    | Goles |
| -------------------------- | ------------------------- | ----- |
| Lucas Romero               | Américo Tesorieri         | 11    |
| Rodrigo Acosta             | Independiente             | 11    |
| Franco Contreras           | Salta Central             | 10    |
| Matías Solohaga            | San Lorenzo de Alem       | 10    |
| Mayco Coronel              | Defensores del Norte      | 10    |
| Rodrigo Chávez             | Américo Tesorieri         | 8     |
| Cristian Salcedo           | Salta Central             | 7     |
| Martín Agüero              | Policial                  | 7     |
| Tomás Moya                 | Vélez Sarsfield           | 7     |
| David Monge                | Américo Tesorieri         | 6     |
| Daniel Toledo              | Vélez Sarsfield           | 6     |
| Gustavo Luján              | Américo Tesorieri         | 6     |
| Iván Vidaurría             | Estudiantes de La Tablada | 6     |
| Matías Oliva               | Sarmiento                 | 6     |
| Néstor Ríos                | Independiente             | 6     |
| Carlos Tapia               | Independiente             | 5     |
| Darío Sosa                 | Defensores del Norte      | 5     |
| Hugo Romero                | Ferrocarriles             | 5     |
| José Romero                | Ferrocarriles             | 5     |
| Luis Sosa                  | San Lorenzo de Alem       | 5     |
| Marcelo Flores             | Parque Daza               | 5     |
| Sergio Herrera             | Américo Tesorieri         | 5     |
| Federico Álamo Martínez    | San Lorenzo de Alem       | 4     |
| Hugo Córdoba               | Ferrocarriles             | 4     |
| Lucas Matías Alaníz        | Villa Cubas               | 4     |
| Miguel Rizzardo            | Villa Cubas               | 4     |
| David Rodríguez            | Chacarita                 | 3     |
| Diego Barros               | Defensores del Norte      | 3     |
| Emanuel Vergara            | Independiente             | 3     |
| Exequiel Díaz Elena        | Policial                  | 3     |
| Franco Paredes             | Ferrocarriles             | 3     |
| Gustavo Pereyra            | Juventud Unida            | 3     |
| Jair Casas                 | Salta Central             | 3     |
| Jonathan Trejo             | Américo Tesorieri         | 3     |
| José Guzmán                | Salta Central             | 3     |
| Julio Monges               | Américo Tesorieri         | 3     |
| Leonel Romero              | Ferrocarriles             | 3     |
| Lucas Tapia                | Juventud Unida            | 3     |
| Matías Silva               | Juventud Unida            | 3     |
| Abel Chávez                | Américo Tesorieri         | 2     |
| Andrés Nieva               | Independiente             | 2     |
| Carlos de Torres           | Rivadavia                 | 2     |
| César Maximiliano Caliva   | Estudiantes de La Tablada | 2     |
| Claudio Moreno             | Vélez Sarsfield           | 2     |
| Diego Vergara Seco         | Estudiantes de La Tablada | 2     |
| Emilio Puente Jaime        | Villa Cubas               | 2     |
| Fabián Ortega              | Estudiantes de La Tablada | 2     |
| Franco Sarmiento Sayavedra | Policial                  | 2     |
| Gastón Carrizo             | Américo Tesorieri         | 2     |
| Gonzalo Castro             | Policial                  | 2     |
| Hernán Romero              | Villa Cubas               | 2     |
| Iván Toloza Soria          | Juventud Unida            | 2     |
| Jonathan Ochoa             | Defensores del Norte      | 2     |
| José Montalvan             | Independiente             | 2     |
| Kevin Bracamonte           | Estudiantes de La Tablada | 2     |
| Luis Luján                 | Estudiantes de La Tablada | 2     |
| Matías Ferrero             | Salta Central             | 2     |
| Matías Ontivero            | San Lorenzo de Alem       | 2     |
| Neri Sigampa               | Villa Cubas               | 2     |
| Rafael Rodríguez           | Independiente             | 2     |
| Sergio Altamirano          | Parque Daza               | 2     |
| Sergio Kevin Silva         | Rivadavia                 | 2     |
| Valentín Córdoba           | Policial                  | 2     |
| Wadi Salman                | Estudiantes de La Tablada | 2     |
| Agustín Tejeda Muñóz       | San Lorenzo de Alem       | 1     |
| Alan Agüero                | Villa Cubas               | 1     |
| Alejandro Gómez            | San Lorenzo de Alem       | 1     |
| Alex Córdoba               | Policial                  | 1     |
| Alexis Herrera             | Independiente             | 1     |
| Alfredo Franchino          | Parque Daza               | 1     |
| Andrés Vega                | Vélez Sarsfield           | 1     |
| Axel Aranda                | Chacarita                 | 1     |
| Carlos de La Mata          | Policial                  | 1     |
| Carlos Luna                | Ferrocarriles             | 1     |
| Claudio Galíndez           | Defensores del Norte      | 1     |
| Cristian Ferreyra          | Vélez Sarsfield           | 1     |
| Cristian Luján             | Salta Central             | 1     |
| Dante Bazán                | Rivadavia                 | 1     |
| David Vera                 | Villa Cubas               | 1     |
| Emanuel Ceballos           | Juventud Unida            | 1     |
| Enrique Tapia              | Villa Cubas               | 1     |
| Enzo Moya                  | Defensores del Norte      | 1     |
| Exequiel Romero            | Salta Central             | 1     |
| Facundo Díaz               | Ferrocarriles             | 1     |
| Fernando Soria             | Juventud Unida            | 1     |
| Gabriel Córdoba            | Ferrocarriles             | 1     |
| Gabriel Fabián             | Defensores del Norte      | 1     |
| Gabriel Romero             | Ferrocarriles             | 1     |
| Gonzalo Olivera            | Estudiantes de La Tablada | 1     |
| Guillermo Córdoba          | Parque Daza               | 1     |
| Iván Carrizo               | Américo Tesorieri         | 1     |
| Javier Chazampi            | Américo Tesorieri         | 1     |
| Joel Ferreyra              | Policial                  | 1     |
| Joel Monge                 | Chacarita                 | 1     |
| Joel Paz Barrera           | Salta Central             | 1     |
| Jorge Díaz                 | Chacarita                 | 1     |
| José Chumbita              | Ferrocarriles             | 1     |
| José Silveira              | Rivadavia                 | 1     |
| Juan Galíndez              | Parque Daza               | 1     |
| Juan Manuel López          | Sarmiento                 | 1     |
| Kevin Medina               | Defensores del Norte      | 1     |
| Kevin Romero               | Salta Central             | 1     |
| Leandro Vita               | San Lorenzo de Alem       | 1     |
| Leonardo Silva             | Juventud Unida            | 1     |
| Leonel Carrión             | San Lorenzo de Alem       | 1     |
| Lucas Cipolletti           | Sarmiento                 | 1     |
| Lucas Gutiérrez            | Estudiantes de La Tablada | 1     |
| Lucas Maldonado Díaz       | Juventud Unida            | 1     |
| Lucas Salas                | Independiente             | 1     |
| Lucas Verón                | Salta Central             | 1     |
| Luis Carrizo               | Chacarita                 | 1     |
| Luis Herrera               | Américo Tesorieri         | 1     |
| Marcos Cipolletti          | Villa Cubas               | 1     |
| Marcos Mingolla            | Chacarita                 | 1     |
| Marcos Montoya             | Vélez Sarsfield           | 1     |
| Martín Quiroga             | Defensores del Norte      | 1     |
| Matías Delgado Bustamante  | Policial                  | 1     |
| Matías Flores              | Policial                  | 1     |
| Matías Martín              | Sarmiento                 | 1     |
| Mauro Medina               | Defensores del Norte      | 1     |
| Maximiliano Albarracín     | Vélez Sarsfield           | 1     |
| Maximiliano Novillo        | Sarmiento                 | 1     |
| Maximiliano Olivera        | Policial                  | 1     |
| Maximiliano Reinoso        | Ferrocarriles             | 1     |
| Maximiliano Rivero         | Sarmiento                 | 1     |
| Maximiliano Salcedo        | Salta Central             | 1     |
| Maximiliano Villaroel      | Ferrocarriles             | 1     |
| Misael Sosa                | Villa Cubas               | 1     |
| Omar Bracamonte            | San Lorenzo de Alem       | 1     |
| Osmar Díaz                 | Villa Cubas               | 1     |
| Osmar López Zúñiga         | Policial                  | 1     |
| Pablo Carrizo              | Chacarita                 | 1     |
| Pablo Torres               | Estudiantes de La Tablada | 1     |
| Pedro Cardozo              | Estudiantes de La Tablada | 1     |
| Pablo Quiroga              | San Lorenzo de Alem       | 1     |
| Pedro Quiroga              | San Lorenzo de Alem       | 1     |
| Roberto Heredia            | Parque Daza               | 1     |
| Roberto Rodríguez          | Estudiantes de La Tablada | 1     |
| Rodolfo Aybar              | Salta Central             | 1     |
| Rodrigo Cativa             | Defensores del Norte      | 1     |
| Rodrigo Herrera Gaitán     | San Lorenzo de Alem       | 1     |
| Rubén Mercado              | Salta Central             | 1     |
| Sergio Hernaiz             | Salta Central             | 1     |
| Sergio Villagra            | Policial                  | 1     |
| Walter Bazán               | Américo Tesorieri         | 1     |
| Walter Bazán               | Rivadavia                 | 1     |
| Walter Beltrán             | Vélez Sarsfield           | 1     |
| Walter Romero              | Ferrocarriles             | 1     |

## Autogoles
| Jugador          | Equipo                    | Rival               | Autogoles |
| ---------------- | ------------------------- | ------------------- | --------- |
| Franco Paredes   | Ferrocarriles             | Independiente       | 1         |
| Kevin Bracamonte | Estudiantes de La Tablada | Ferrocarriles       | 1         |
| Luciano Monges   | Policial                  | Tesorieri           | 1         |
| Néstor Rodríguez | Vélez Sarsfield           | San Lorenzo de Alem | 1         |